# Telmatobius bolivianus
Telmatobius bolivianus es una especie de anfibio anuro de la familia Telmatobiidae.

## Distribución geográfica
Esta especie de rana es endémica de Bolivia. Habita entre los 2000 y 3000 m sobre el nivel del mar en las Yungas del departamento de La Paz. Es una de las diez especies de Telmatobius (unas cincuenta especies acuáticas o semiacuáticas que viven en las laderas de los Andes) endémicas de Bolivia.

## Hábitat
Las montañas y ríos tropicales, subtropicales o húmedos son su hábitat natural. La localidad típica es Chaco, una aldea en el río Unduavi, a unos 25 kilómetros al noroeste de Puente de la Vía, a 2600 m sobre el nivel del mar.

## Retención
Telmatobius bolivianus está amenazado por la desaparición de sus hábitats.

## Etimología
Esta especie lleva el nombre en referencia al lugar de su descubrimiento, Bolivia.

## Publicaciones originales
- Parker, 1940: The Percy Sladen Trust Expedition to Lake Titicaca in 1937. XII. Amphibia. Transactions of the Linnean Society of London, ser. 3, vol. 1, p. 203–216.[4]
- Lavilla & Ergueta-Sandoval, 1999: A new Bolivian species of the genus Telmatobius (Anura: Leptodactylidae) with a humeral spine. Amphibia-Reptilia, vol. 20, n.º 1, p. 55-64.